# جاي بليدز
جيسون بليدز (مواليد 21 فبراير 1970) هو مُرمم أثاث إنجليزي ومُقدم برامج تلفزيونية.

## وقت مبكر من الحياة
وُلِد بليدز في برينت، شمال لندن ونشأ في هاكني، شرق لندن مع والدته وأخيه غير الشقيق لأمه. وعندما كبر، علم أن والده لديه 25 طفلاً آخرين، من أمهات مختلفات، في عدد من البلدان. إنه يعاني من عسر القراءة، والذي لم يتم تشخيصه في المدرسة. ويقول إنه تعرض للعنصرية في المدرسة ومن قبل الشرطة. في سبتمبر 2022 ظهر بليدز على برنامج أقراص جزيرة الصحراء على بي بي سي راديو 4 وقال إن طفولته كانت "مُفسدة بالعنصرية والعنف".
عمل كعامل في المصانع عندما كان شابًا.
التحق بجامعة باكينجهامشير الجديدة كطالب ناضج لدراسة علم الإجرام. حينها فقط، في سن 31 عامًا، تم تشخيصه بقدرة القراءة التي يتمتع بها طفل يبلغ من العمر 11 عامًا.
خلال أوائل العقد الأول من القرن الحادي والعشرين، تقريبًا بين عامي 2012 و2013، شارك بليدز في إدارة نادي للأطفال يُعرف باسم "الرجال يتصرفون الأب "، وهي مجموعة لعب في عطلة نهاية الأسبوع تستهدف الأطفال الصغار وآبائهم. أقيمت في مركزي الأطفال بيدفونت وتشيسويك.

## حياة مهنية
قام بليدز وزوجته آنذاك، جاد، بتأسيس مؤسسة خيرية مقرها في هاي ويكومب، تسمى الخروج ا من الظلام، لتدريب الشباب المحرومين على ترميم الأثاث. فقدت الجمعية الخيرية تمويلها، وانهار زواجهما، وأصبح بلا مأوى. وقد حظي بدعم الأصدقاء والمجتمع الكاريبي. وفي نفس الوقت تقريبًا، شاهد منتجو التلفزيون فيلمًا قصيرًا عن الأعمال الخيرية مما أدى إلى عمله كمقدم برامج. انتقل إلى وولفرهامبتون وأنشأ Jay & Co، وهي مؤسسة اجتماعية لدعم المجموعات المحرومة والمنفصلة.
في عام 2021، أصبح بليدز أمينًا على مؤسسة خيرية أسستها المغنية لي آن بينوك، وهي الصندوق الأسود. لقد التقيا قبل سنوات عندما كان بليدز يدير ناديًا للشباب وجوقة انضم إليها بينوك، الذي كان يبلغ من العمر 14 عامًا آنذاك.
كما أصدر مذكرات في ذلك العام بعنوان صنعها: كيف ساعدني الحب واللطف والمجتمع في إصلاح حياتي، والتي نشرتها دار بان ماكميلان في المملكة المتحدة.
عين بليدز رئيسًا مشاركًا لجمعية الحرف التراثية في أغسطس 2022.

## تلفزيون
بليدز معروف بشكل أفضل بتقديم برنامج "متجر الإصلاح" و"مال من أجل لا شيء" و"إصلاح منزل جاي بلادز"، وشارك في تقديم برنامج "إصلاح منزل جاي ودوم".
لقد ظهر أيضًا في برنامج هل سأكذب عليك؟، ومنافسة الطهاة المشاهير، وبرنامج بيت ألعاب ريتشارد عثمان، والعجلة، وبرنامج غراهام نورتون.
في أغسطس 2021، قام بليدز بتصوير برنامج وثائقي لقناة بي بي سي وان، بعنوان جاي بليدز: تعلم القراءة في سن 51، والذي يصور محاولاته الأخيرة، بدعم من مؤسسة اقرأ بسهولة UK الخيرية، لتحسين معرفته بالقراءة والكتابة. رقص مع لوبا مشتوك في برنامج عرض عيد الميلاد لعام 2021. في مايو 2022 ظهر في سلسلة من ثلاثة أجزاء على القناة الخامسة، حيث أعاد زيارة المنطقة التي نشأ فيها، وأجرى مقابلات مع أصدقاء الطفولة والخبراء وشهود التاريخ. يضم فيلم جاي بليدز: لا مكان مثل المنزل مواقع مثل سوق ريدلي رود (تاريخ العمل المناهض للفاشية في الأربعينيات)، وكنيسة نيوينجتون غرين الوحدوية (العبودية وإلغاء العبودية)، ومقهى بيليسي( توأم كراي والعصابات)، وموقع قصف المنطاد خلال الحرب العالمية الأولى.
في أكتوبر 2022، كان بليدز هو المقدم الرئيسي لنسخةمتجر الإصلاح التي تضمنت الملك تشارلز الثالث.
في يونيو 2023، قامت القناة الرابعة بتكليف برنامج أفضل أكواخ شاطئية في بريطانيا، والذي قدمه بليدز بالاشتراك مع لورا جاكسون. تم بث المسلسل خلال شهري يونيو ويوليو 2023. في يونيو 2023 أيضًا، قدمت بلدز برنامج الطرف الشرقي من جاي بليدز عبر الزمن ؛ وهو مسلسل وثائقي مكون من ثلاثة أجزاء عُرض على القناة الخامسة، والذي تبعه ميدلاندز عبر الزمن في أكتوبر.
في أوائل عام 2024، قدم بليدز والسير ديفيد جيسون برنامج أدوات التجول في ديفيد وجاي؛ وهو عبارة عن سلسلة ترميم مكونة من خمسة عشر جزءًا على بي بي سي تو. خلال شهر يونيو 2024، عرضت القناة الخامسة برنامج جاي بليدز الطرف الغربي عبر الزمن ؛ وهو تكملة لبرنامج الطرف الشرقي من جاي بليدز عبر الزمن في يوليو 2024، تم الإبلاغ عن أن شفرات سيتوم جاي بليدز: منزل ريفي عبر الوقت (العنوان المؤقت)، وهي سلسلة وثائقية مكونة من أربعة أجزاء على قناة 5. في أغسطس 2024، ظهر بليدز مع السيدة جودي دينش في برنامج على قناة 4 بعنوان السيدة جودي وجاي: الزوجان الغريبان.

## الحياة الشخصية
يعيش بليدز في كلافيرلي، شروبشاير، بعد أن عاش سابقًا في أيرون ريدج (ويسكونسن). لديه ابنة من زواجه الأول وولدين من علاقات سابقة. تزوج بليدز من زوجته الثانية، ليزا زبوزين، في باربادوس في نوفمبر 2022. في مايو 2024، انفصل الزوجان.
في سبتمبر 2024، وجهت اتهامات إلى بليدز بالسيطرة والسلوك القسري ضد زبوزين، بما في ذلك الإساءة الجسدية والعاطفية. وكشف بليدز، قبل فترة وجيزة، أن عمه ريتشارد براثويت قد قُتل. وفي منشور لجمهوره، قال بليدز إن وفاة عمه "أثرت عليه حقًا" وأعلن عن استراحة من وسائل التواصل الاجتماعي. وقال لصحيفة الإندبندنت إنه كان يخطط لطلب المشورة. ظهر بليدز أمام محكمة ووستر كراون في 11 أكتوبر 2024 وأقر بأنه "غير مذنب". وأكد القاضي أن منطقة الاستبعاد المتعلقة بزوجة بليدز ستظل سارية المفعول. وكان من المتوقع إجراء المحاكمة في مايو 2025. لقد تم نقله الآن إلى أغسطس 2025.

## الأوسمة
عين بليدز عضوًا في وسام الإمبراطورية البريطانية (MBE) في تكريمات عيد الميلاد لعام 2021، لخدماته في مجال الحرف اليدوية.
في مايو 2022، أُعلن أنه سيتم تعيين بليدز كأول مستشار لجامعة باكينجهامشاير الجديدة. في حفل تنصيبه الرسمي في مارس 2023، منحته الجامعة درجة فخرية "لمساهمته الكبيرة في صناعة الأثاث والحرف اليدوية والعمل المجتمعي". استقال بليدز من منصبه في سبتمبر 2024.

## الكتب
- النجاح: كيف ساعدني الحب واللطف والمجتمع في إصلاح حياتي (بلوبيرد بوكس، 2021)
- اصنعها بنفسك مع جاي: كيفية إصلاح وتجديد منزلك (كتب بلو بيرد،2022)
- دروس الحياة: الحكمة والذكاء من تقلبات الحياة (دار بلو بيرد للنشر، 2023)